# 피바다

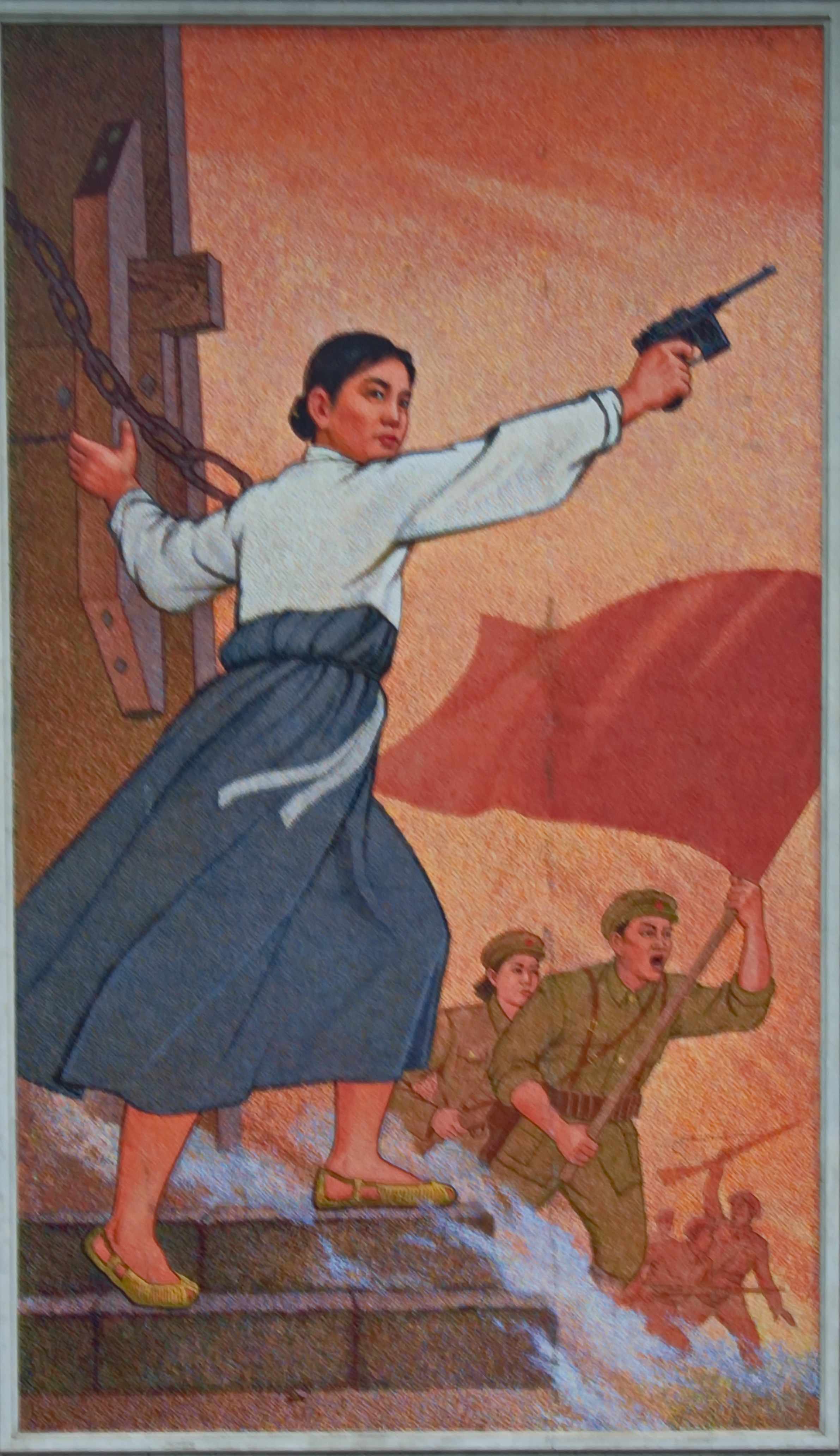

피바다(Sea of Blood)는 조선민주주의인민공화국의 혁명가극이다.

## 같이 보기
- 북한 영화